# محسن یوسف‌بیک

محسن یوسف‌بیک (زاده ۱۴ خرداد ۱۳۱۹ در تهران – درگذشته ۱۶ بهمن ۱۳۸۹ در کرج) بازیگر تئاتر و تلویزیون بود.
وی در دهه شصت در چند تله‌تئاتر نقش آفرینی کرد اما قبل از آن در برنامه تلویزیونی شبکه صفر که در دهه ۵۰ از تلویزیون ملی ایران پخش می شد بازیگری کرده بود. اما کاری که بیش از همه موجب شهرت او شد، ایفای نقش «هشیار» در کنار علیرضا خمسه (در نقش «بیدار») در برنامه تلویزیونی هوشیار و بیدار بود. هشیار و بیدار یکی از برنامه‌های بسیار موفق سیما بود که در دهه ۶۰ که توسط محمد اوزی و صادق عبداللهی نوشته و کارگردانی می‌شد. این برنامه به مدت چهارسال هر جمعه بعد از ظهر از تلویزیون پخش می‌شد. او هم چنین سابقه حضور در چند فیلم تلویزیونی و سینمایی را داشت که از آن جمله می‌توان به فیلم‌های سینمایی در انتظار شیطان (۱۳۶۶)، مأموریت (۱۳۶۵) و مدرک جرم (۱۳۶۴) اشاره کرد. وی در سال‌های بعد از دهه شصت به دلیل بیماری نتوانست به صورت جدی فعالیت هنری خود را ادامه دهد.

## درگذشت
محسن یوسف‌بیک سرانجام در ۱۶ بهمن ۱۳۸۹ در شهر کرج درگذشت. وی در سالهای پایانی عمرش به آلزایمر مبتلا شده بود.

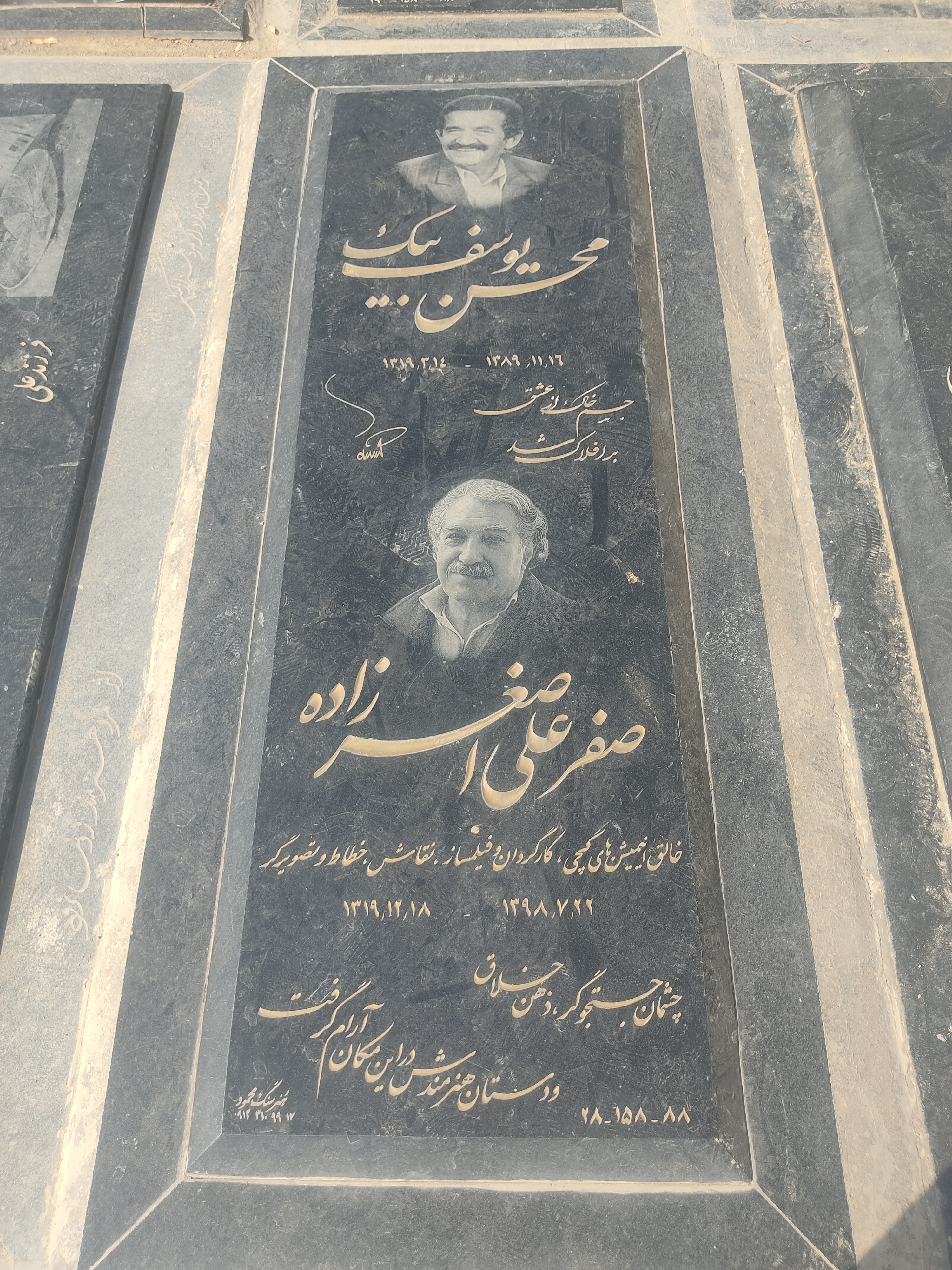
قبر محسن یوسف‌بیک در قطعه هنرمندان بهشت زهرا

## کارنامهٔ هنری

### سینما
1. در انتظار شیطان (۱۳۶۶)
2. مأموریت (۱۳۶۵)
3. مدرک جرم (۱۳۶۴)

### تلویزیون
| سال       | نام                           | سمت                       | کارگردان                             | توضیحات                                            |
| --------- | ----------------------------- | ------------------------- | ------------------------------------ | -------------------------------------------------- |
| ۱۳۸۱–۱۳۸۳ | برنامهٔ زنده «جمعه تعطیل نیست» | بازیگر مهمان              | علیرضا خمسه                          | جمعه‌های ۱۳۸۱ تا ۱۳۸۳ از شبکه تهران پخش می‌شد.       |
| ۱۳۷۹      | محله باصفا                    | بازیگر                    | محمد اوزی احمد قربانی میثم محیط‌فراتی |                                                    |
| ؟         | امشب چی؟                      | بازیگر                    | بهراد خرازی                          | اواخر دهه هفتاد هر شب از تلویزیون پخش می‌شد.        |
| ۱۳۷۵      | برگ سبز                       | بازیگر                    | علی شوقیان                           | شبکه ۱                                             |
| ۱۳۶۷–۱۳۶۸ | جُنگ ۶۸                        | بازیگر                    | صادق عبداللهی محمد اوزی              | در نوروز ۱۳۶۸ از شبکه ۱ پخش شد.                    |
| ۱۳۶۶      | تله‌تئاتر «بی‌نام و نشانه‌ها»    | بازیگر                    | ؟                                    |                                                    |
| ۱۳۶۵      | تله‌تئاتر «مأموریت»            | بازیگر                    | داریوش مؤدبیان                       | نویسنده: «هوشنگ مرادی کرمانی»                      |
| ۱۳۶۴      | تله‌تئاتر «منبع موثق»          | بازیگر                    | مهدی تقی‌نیا                          | کارگردان تلویزیونی: «مسعود رسام»                   |
| ۱۳۶۴      | تله‌تئاتر «آسانسور»            | بازیگر                    | رسول نجفیان                          | کارگردان تلویزیونی: گیتی جوادی نویسنده: حسین پناهی |
| ۱۳۶۳–۱۳۶۴ | هوشیار و بیدار                | بازیگر                    | صادق عبداللهی محمد اوزی              | کارگردان تلویزیونی: «داود جم»                      |
| ۱۳۶۲      | طبل توخالی                    | بازیگر                    | کارگردان: احمد نجیب زاده             |                                                    |
| ۱۳۵۷      | شبکه صفر                      | بازیگر تهیه‌کننده کارگردان | حسن خیاط‌باشی                         |                                                    |